# Marsdenia rotheana
Marsdenia rotheana är en oleanderväxtart som beskrevs av R. E. Woodson. Marsdenia rotheana ingår i släktet Marsdenia och familjen oleanderväxter. Inga underarter finns listade i Catalogue of Life.